# Rafael Barišić
Rafael (Rafo) Barišić, O.F.M. Obs., (Oćevija, 24. lipnja 1796. – Široki Brijeg, 11. kolovoza 1863.), hrvatski biskup i pisac iz redova franjevaca opservanata
Početne i humaniorne nauke završio u Kraljevoj Sutjesci, filozofsko-teološki studij u Torinu. Još kao student napisao dvije filozofsko-teološke rasprave, a 1837. i 1838. uputio bečkom dvoru dvije spomenice u kojima opisuje teško stanje katolika u BiH. Od 1832. do 1846. apostolski vikar Osmanske Bosne (Vicariatus Apostolicus Bosniae Othomanae), apostolski vikar emeritus Hercegovine 1847. – 1863. i od 1832. naslovni biskup Azotske biskupije. Za biskupa ga je posvetio đakovsko-bosanski i srijemski biskup Matija Pavao Sučić.
Umro je 14. kolovoza 1863. godine u franjevačkom samostanu na Širokom Brijegu i u tamošnjoj crkvi je pokopan.
Djela:
- "Conclusiones ex universa philosophia selectae" (1821.),
- "Theses ex theologia selectae" (1823.),
- "Pištole i evanđelja" (1840.),
- "Paša duhovna" (1842.),
- "Obrana pravovjernoga i pravoslavnoga iliti rimokatoličkoga sveštenstva i naroda u Hercegovini turskoj" (1853.).

### Članci
- Bazina, Marina. 2019. Zbor mostarske katedrale "Marija" - osnivanje i počeci djelovanja. Bašćinski glasi. Sveučilište u Splitu – Umjetnička akademija. split. 14 (1): 55–75

## Vanjske poveznice
- VIAF